# Kökény-farkincásboglárka
A kökény-farkincásboglárka (Satyrium spini) a boglárkalepke-félék családjába tartozó, Európában és Nyugat-Ázsiában honos lepkefaj. Egyéb elnevezései: kökény-csücsköslepke, kökénylepke, kökény-farkosboglárka.

## Megjelenése
A kökény-farkincásboglárka szárnyfesztávolsága 2,7–3,3 cm. A hátsó szárnyak peremén kis nyúlvány, ún. farkinca található. Szárnyai felső oldalának alapszíne mindkét nem esetében barna, a nőstény elülső szárnyain változó méretű, elmosódott szélű narancssárga folt lehet. A hátsó szárny belső szögletében és a farkinca fölött kis, szabálytalan, narancsszínű folt látszik. Szárnyainak fonákja sötétszürke, a hátsó szárnyak narancsvörös, felül fekete ívvel határolt szegélyfoltsora nem ér el a felső peremig, az elülső szárnyak szélén pedig legfeljebb csak sötét árnyékként folytatódik. A belső szöglet és a faroknyúlvány között a szegélyfoltsor vörösét hamvaskék behintés helyettesíti. A szárnyak szélén vékony, szaggatottan egyenes, fehér, belülről feketével határolt csík húzódik, amely a hátsó szárny belső szögletében megtörik, de nem W betű alakban. A potroh végén nincs szőrpamacs.
Petéje kerek, lapított, fehér, felszíne sűrűn gödörkés. 
Hernyója világoszöld, hátán két vékony vonal húzódik végig, amelyet ferde, világos foltok szegélyeznek; oldalsávjai fehérek. 

### Hasonló fajok
Hasonlíthat hozzá a tölgy-farkincásboglárka, a törpe-farkincásboglárka, a w-betűs farkincásboglárka, a szilva-farkincásboglárka, a tölgyfa-csücsköslepke, vagy a nyírfa-csücsköslepke.

## Elterjedése
Európában (a Brit-szigetek és Skandinávia kivételével, keleten egészen az Urálig) és Nyugat-Ázsiában (Kis-Ázsia, Kaukázus) honos. Magyarországon a Dunántúlon és az Északi-középhegységben fordul elő, egyedszáma igen változó lehet. 

## Életmódja
Meleg erdők szegélyein, ártéri erdőkben, bokros ligeterdőkben, bokros-bozótos területeken él.      
Évente egy generációja repül június elejétől augusztus közepéig.  A magasabb növények virágain szívogatják a nektárt, délután jellemzően a lombkoronákon napoznak. A nőstény elsősorban kökénybokrokra (esetleg más csonthéjas magvú gyümölcsfákra, varjútövisre, kutyabengére rakja petéit), a hegyvidékeken inkább a gyorsabban melegedő alacsonyabb ágakra, síkságokon szilvafák lombkoronáiba is. A pete, illetve a ki nem kelt hernyó áttelel. A következő tavasszal a hernyó kikel és május végén, június elején bebábozódik.    
Magyarországon védett, természetvédelmi értéke 10 000 Ft.

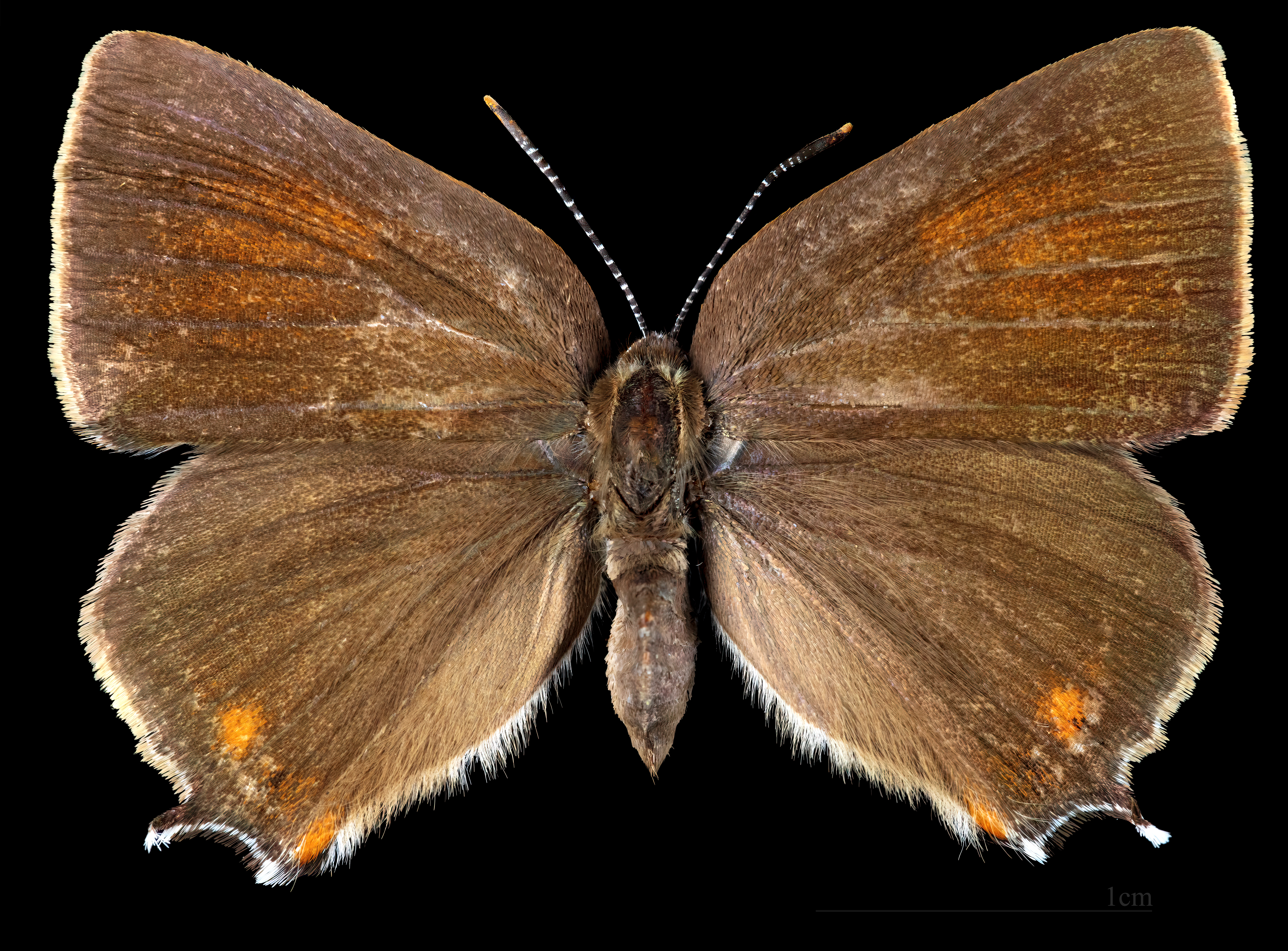
Hím felülről
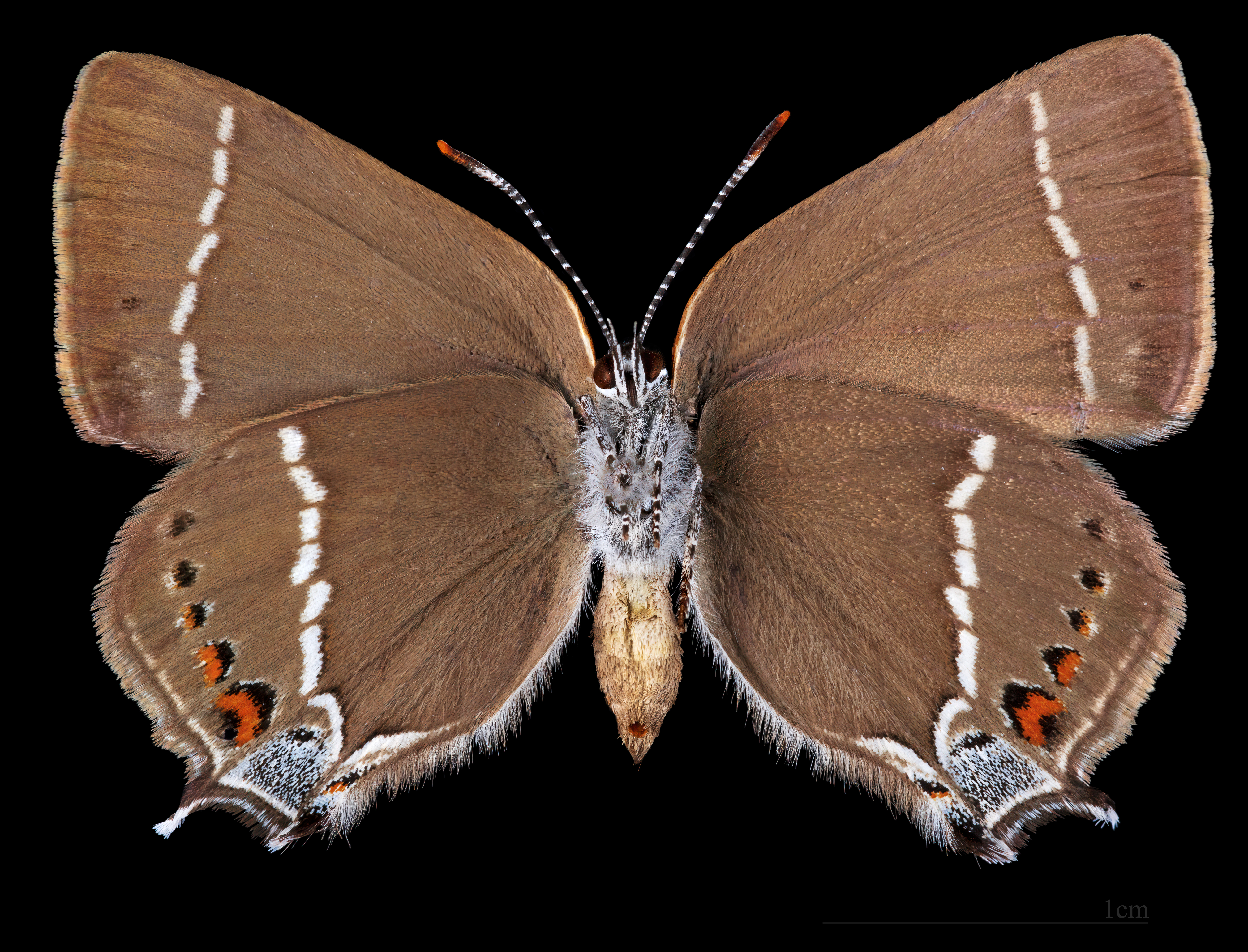
és alulról
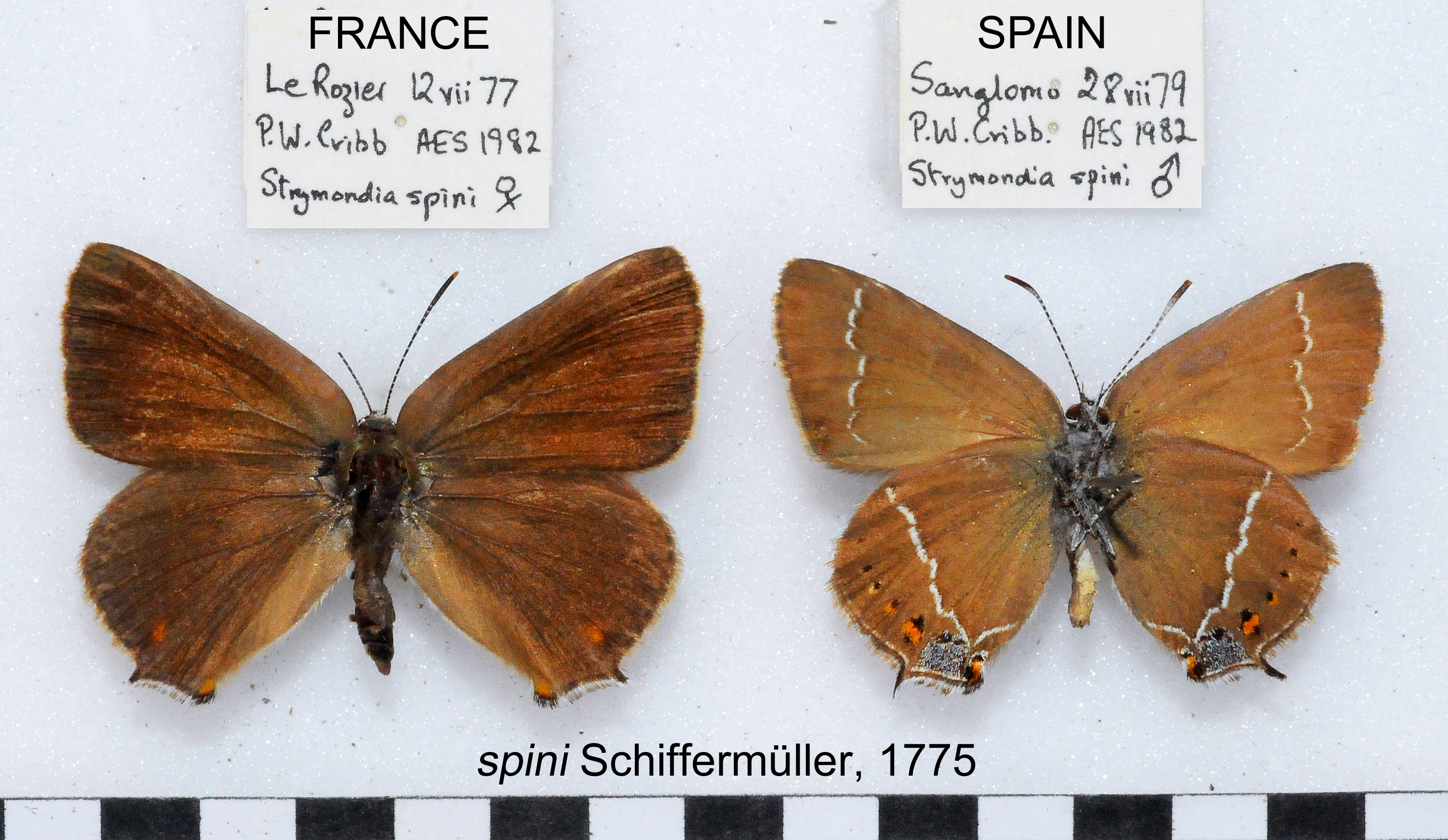
Nőstény (balra) és hím
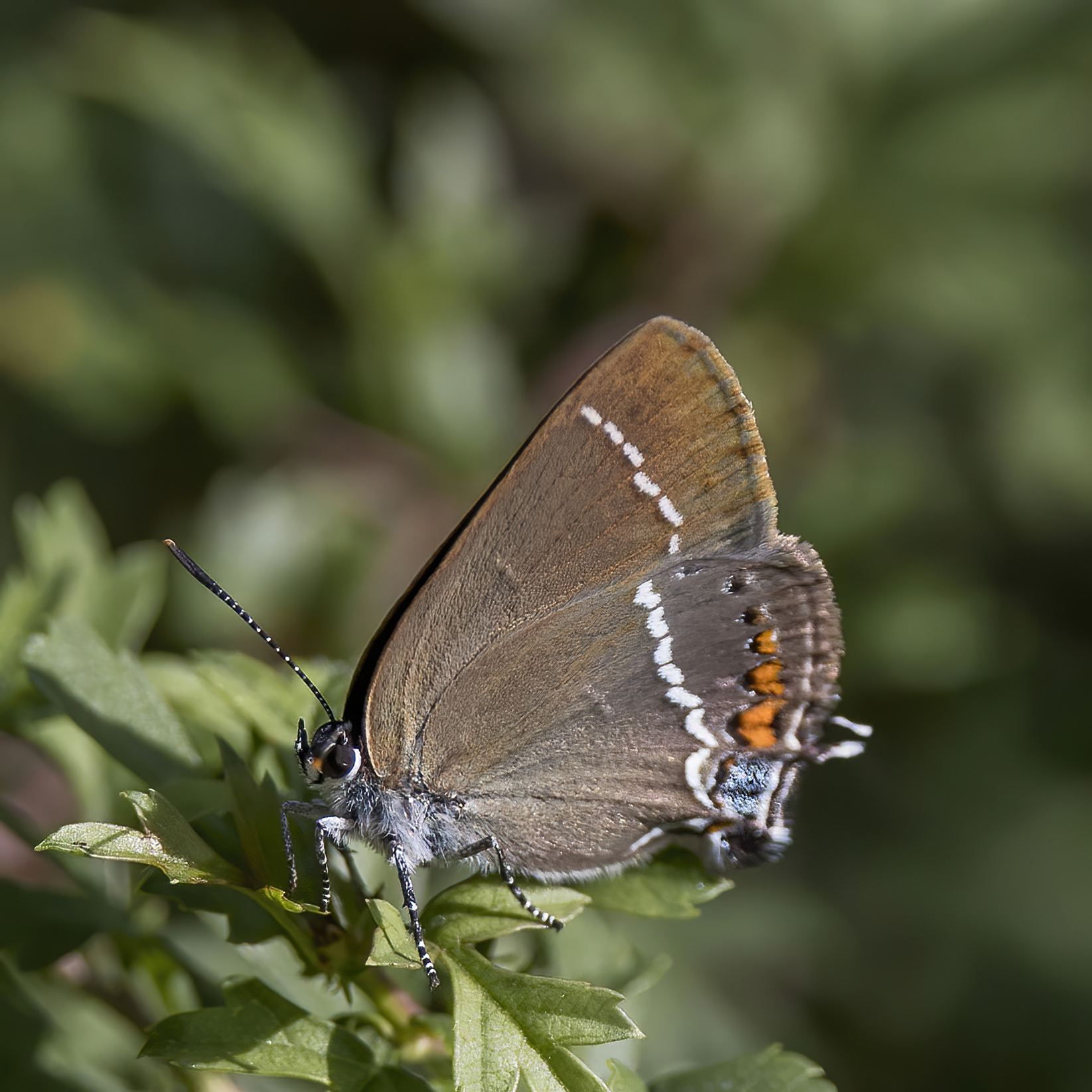
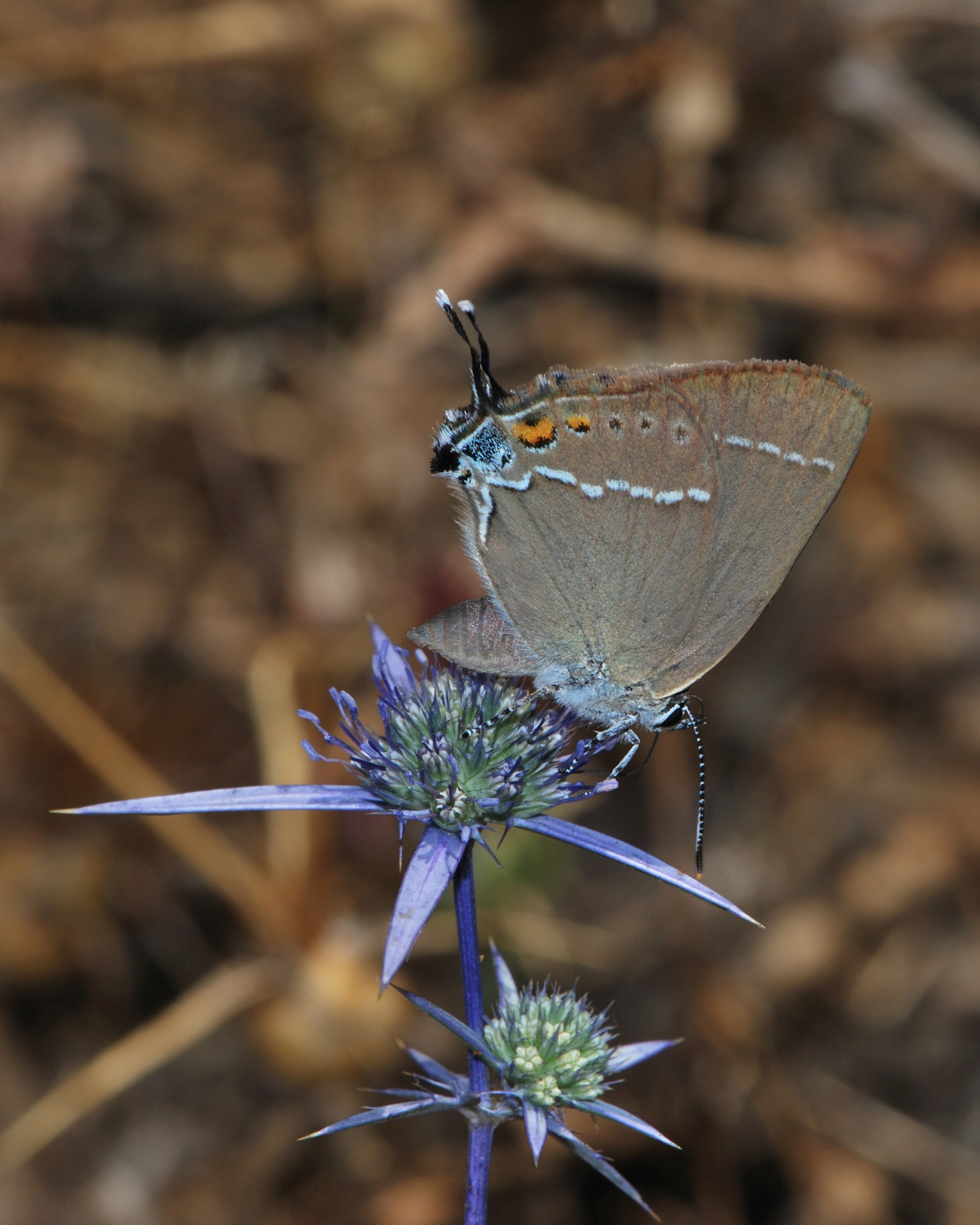